# Union gymnastique et sportive des patronages catholiques de la Loire
L’Union gymnastique et sportive des patronages catholiques de la Loire (UGSPL) est fondée en 1905 par l’abbé Grandjean. Immédiatement affiliée à la Fédération gymnastique et sportive des patronages de France, elle n'est déclarée en préfecture que quatre ans plus tard.

## Historique

### Les origines: 1905-1919
L'abbé Jules Grandjean fonde en 1905 l'Union gymnastique et sportive des patronages catholiques de la Loire afin de fédérer les sociétés de gymnastique, les cliques et les fanfares des patronages paroissiaux de ce département. Dès le départ elle est affiliée à la Fédération gymnastique et sportive des patronages de France (FGSPF) et compte douze sociétés de gymnastique et trente-huit de musique (tambours, clairons et fifres).
Le 4 avril 1907, à Saint-Étienne, dans son rapport du 3e congrès de cette nouvelle Union, l’abbé Jules Grandjean déplore qu’elle soit très en retard par rapport aux autres régions de France où les sociétés sportives apparaissent en plus grand nombre.
Cependant l’année suivante, du 21 au 29 septembre 1908, l'Avant-Garde de Saint-Étienne représente le diocèse de Lyon au concours international du Vatican. 
En 1909, l'UGSPL est déclarée en préfecture. La même année, elle est représentée au concours international de Milan, en Italie, par la Sentinelle de la Grand'Grange de Saint-Chamond. 
L’Avant-garde de Saint-Étienne, l’Étendard de La Talaudière, l’Audacieuse Notre-Dame du Mas de Firminy représentent ensuite le département de la Loire dans les grands concours organisés avant la Première Guerre mondiale.  
En 1914, un  grand concours  de gymnastique, organisé les 18 et 19 juillet à Roanne, est l’occasion d’incidents très graves, impliquant des groupes anticléricaux et les forces de l'ordre.

### Le Comité départemental de la Loire
Les 2 et 3 juillet 1955, 8 000 gymnastes et musiciens participent aux championnats fédéraux de gymnastique masculine et au Grand Prix de musique de la Fédération sportive de France (FSF), à Saint-Étienne. 
En 1972, l'UGSPL prend le titre d’Union départementale de la Loire (UDL) de la Fédération sportive et culturelle de France (FSCF) puis de Comité départemental de la Loire FSCF (CDL) en 1999.

## Les activités
L’UDL est toujours présente dans les activités traditionnelles de la FSCF : gymnastique  et musique. Elle obtient également des succès avec l’athlétisme, le football, le basket-ball, le sport boules, le volley-ball, le tir à l'arc et le tennis de table. 
Elle assure aussi toujours la promotion des activités nouvelles : activités sportives de compétition ou de loisir et activités culturelles. À partir de 1968 ces dernières se développent très rapidement à la suite du changement d’appellation de la FSF, devenue FSCF. En 2011 elle fait figure de pilote dans l’activité éveil de l'enfant basée sur le développement des enfants de 2 à 6 ans, afin de leur donner toutes les chances de se développer d’une manière globale.

## Les présidents
| #  | Nom               | Période     |
| -- | ----------------- | ----------- |
| 1  | Antoine Dousson   | 1909-1911   |
| 2  | Eugène Paret      | 1911-1922   |
| 3  | Julien Faure      | 1922-1933   |
| 4  | Jean Faure        | 1933-1945   |
| 5  | Jean Paret        | 1946-1970   |
| 6  | Etienne Guillaume | 1970-1971   |
| 7  | Marcel Vincent    | 1971-1977   |
| 8  | Jean Giraud       | 1977-1993   |
| 9  | Michel Legat      | 1993-1996   |
| 10 | Louis Mounier     | 1996-1997   |
| 11 | Bernard Chomat    | 1997-2003   |
| 12 | Claude Verney     | 2003-2010   |
| 13 | Maryvonne Joly    | depuis 2010 |